# ماکسیمیلیان یکم، هرتسوگ بایرن

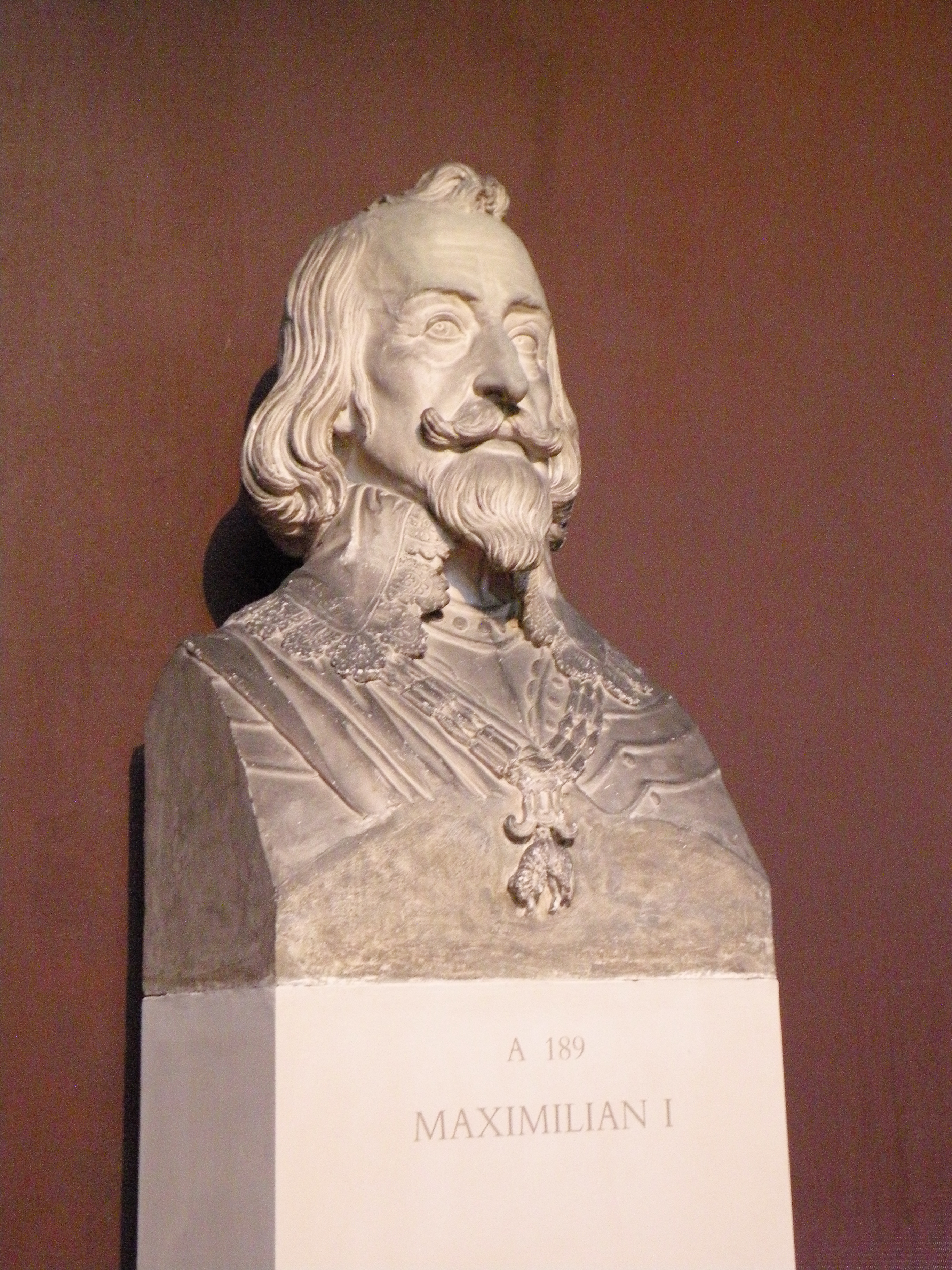
ماکسیمیلیان یکم ۱۵۷۳-۱۶۵۱

ماکسیمیلیان یکم (انگلیسی: Maximilian I, Elector of Bavaria; ۱۷ آوریل ۱۵۷۳ – ۲۷ سپتامبر ۱۶۵۱) از حکام دوک‌نشین بایرن در قرن ۱۶ میلادی بود حکومتش به وسیله جنگ سی ساله مشخص و توانست به این منصب دست یابد.
وی در مونیخ در خانواده‌ای کاتولیک زاده شد و پدر او ویلیام پنجم، دوک بایرن و مادرش رنتا لوریان یود که در انجمن عیسی شروع به تحصیل کرد. او به واسطه ازدواج پدرش در سال ۱۵۹۱ توانست به حکومت راه یابد و در سال ۱۵۹۵ با دختر عمویش، الیزابت لوریان ازدواج کرد و به حکومت دوک‌نشین بایرن رسید.